# Charles Homualk
 (mars 2025).
Si vous disposez d'ouvrages ou d'articles de référence ou si vous connaissez des sites web de qualité traitant du thème abordé ici, merci de compléter l'article en donnant les références utiles à sa vérifiabilité et en les liant à la section « Notes et références ».
Charles Homualk, né à Nantes le 20 novembre 1909 et mort le 25 mars 1996 à Saint-Brevin-les-Pins, surtout connu en tant que peintre et illustrateur de cartes postales, a fait des séries sur toutes les régions de France (Alsace, Auvergne, Berry, Bretagne, Normandie etc.).
Il fait ses études aux Beaux Arts de Nantes aux côtés de Xavier de Langlais (1906 - 1975). Il débute dans la publicité à la fin des années 1920 et travaille pour la première fois en 1933 pour l'éditeur Gabriel Artaud de Nantes et ce jusqu'aux années 1970.
Il fut en son temps un illustrateur des plus réputés, à l'égal de Mathurin Méheut (1882 - 1956), Jean Scherbeck, Paul Fouillen, Géo-Fourrier…
En 1995, il a fait don au Conservatoire Régional de la Carte Postale de Baud (Morbihan) de plus de 6000 dessins originaux. 
Il meurt en 1996 quelques semaines avant l'ouverture du Cartopole dont il aura visité les travaux. La salle de réunion porte son nom et un hommage lui a été rendu sur Cartolis à l'occasion du centenaire de sa naissance.